# Unión Progreso
Unión Progreso är en ort i Mexiko.   Den ligger i kommunen El Bosque och delstaten Chiapas, i den sydöstra delen av landet, 700 km öster om huvudstaden Mexico City. Unión Progreso ligger 1 034 meter över havet och antalet invånare är 143.
Terrängen runt Unión Progreso är bergig åt sydost, men åt nordväst är den kuperad. Unión Progreso ligger nere i en dal. Runt Unión Progreso är det ganska tätbefolkat, med 166 invånare per kvadratkilometer. Närmaste större samhälle är Simojovel de Allende, 16,4 km norr om Unión Progreso. I omgivningarna runt Unión Progreso växer i huvudsak städsegrön lövskog.